# Likouala-Mossaka
Die Likouala-Mossaka ist ein etwa 490 km (einschließlich Quellflüssen 615 km) langer rechter Nebenfluss des Kongo im Westen der Republik Kongo. Das Einzugsgebiet umfasst eine Fläche von 69.800 km². Der Fluss trägt den Namenszusatz Mossaka zur Unterscheidung von dem ähnlich benannten Fluss Likouala-aux-Herbes, ein Nebenfluss der Sangha, der weiter östlich verläuft.

## Verlauf
Die Likouala-Mossaka entsteht bei Etoumbi am Zusammenfluss von Lébango (links) und Lékona (rechts). Sie fließt anfangs 270 Kilometer nach Osten. Bei Flusskilometer 340 passiert der Fluss die Stadt Makoua. Er nimmt bei Flusskilometer 255 den Mambili, bei Flusskilometer 220 den Lengoué, beide von links, auf. Anschließend wendet sich die Likouala-Mossaka allmählich in Richtung Südsüdost. Bei Flusskilometer 75 nimmt sie noch den Kouyou von rechts auf. Schließlich erreicht sie das Nordufer des Kongo. Die Likouala-Mossaka teilt sich die Mündung mit der Sangha. Am westlichen Mündungsufer befindet sich die Stadt Mossaka. Oberhalb von Makoua weist die Likouala-Mossaka ein stark mäandrierendes Verhalten auf.

## Quellflüsse
Die Quellflüsse Lébango und Lékona besitzen eine Länge von etwa 125 km. Sie entspringen im Departement Cuvette-Ouest nahe der Grenze zu Gabun. Der Lébango entspringt auf einer Höhe von etwa 580 m 55 km westlich von Mbomo. Er fließt in überwiegend ostsüdöstlicher Richtung. Dabei durchquert er das 420 km² große Lossi-Schutzgebiet, in welchem der Westliche Gorilla lebt. Die Lékona bildet den südlichen Quellfluss der Likouala-Mossaka. Sie entspringt 50 km westsüdwestlich von Kellé auf einer Höhe von etwa 450 m. Von dort fließt sie in Richtung Ostnordost. Bei Flusskilometer 60 passiert sie die Kleinstadt Kellé. Bei Flusskilometer 13 trifft der Lékoli von Süden kommend auf die Lékona. Beide Quellflüsse weisen aufgrund des geringen Gefälles ein stark mäandrierendes Verhalten auf.
- Karte mit allen Koordinaten:
- OSM |
- WikiMap

## Hydrometrie
Die hydrologische Messstation Makoua befindet sich etwa 330 km oberhalb der Mündung. 22 Prozent des Einzugsgebietes der Likouala-Mossaka liegen oberhalb des Abflusspegels. Der mittlere Abfluss bei Makoua beträgt 226 m³/s.
Mittlerer monatlicher Abfluss der Likouala-Mossaka (in m³/s) am Pegel Makoua gemessen von 1952–1993: